# Dorsmachine
Een dorsmachine of dorskast is ontwikkeld door de Schotse ingenieur Andrew Meikle in 1786. De machine wordt gebruikt voor het dorsen van graan. Voor de opkomst van de zelfrijdende maaidorser werd gebruikgemaakt van een stationaire dorsmachine aangedreven door een tractor (film 1, Dorsmachine en balenpers ca. 1950) die het dorsen met de dorsvlegel verving.
Daarnaast waren er nog met de hand bediende dorsmachines. De in de film getoonde machine slaat de graankorrels van de halmen. Daarna moest het kaf en stro nog gescheiden worden van het koren. Stro is eenvoudig met de hand te verwijderen. De wanmolen scheidt met een sterke luchtstroom en met behulp van zeven, het kaf en fijne onkruidzaden van het grovere en zwaardere koren.

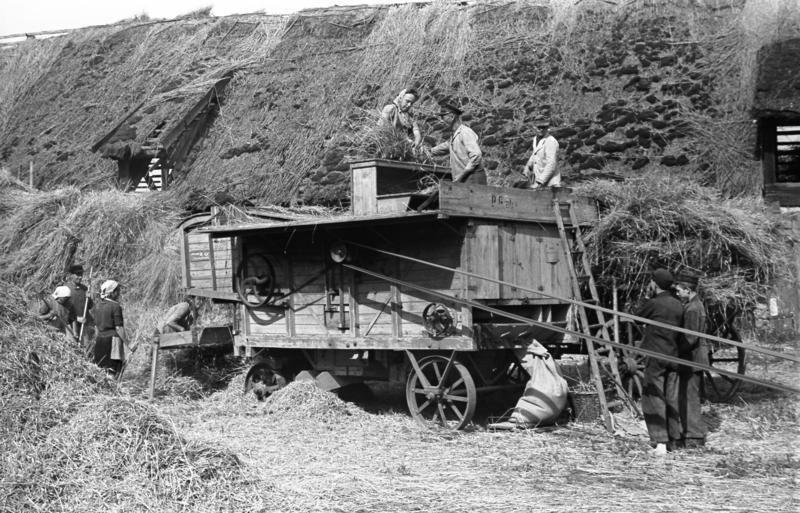
Dorsmachine anno 1948
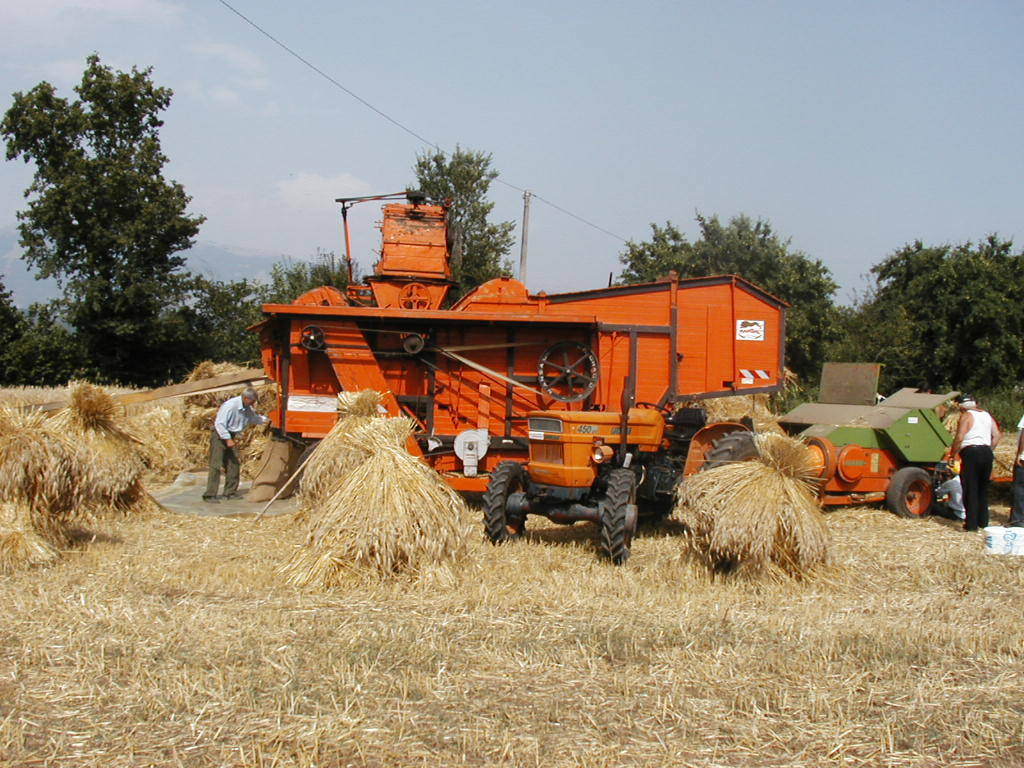
Stationaire dorsmachine
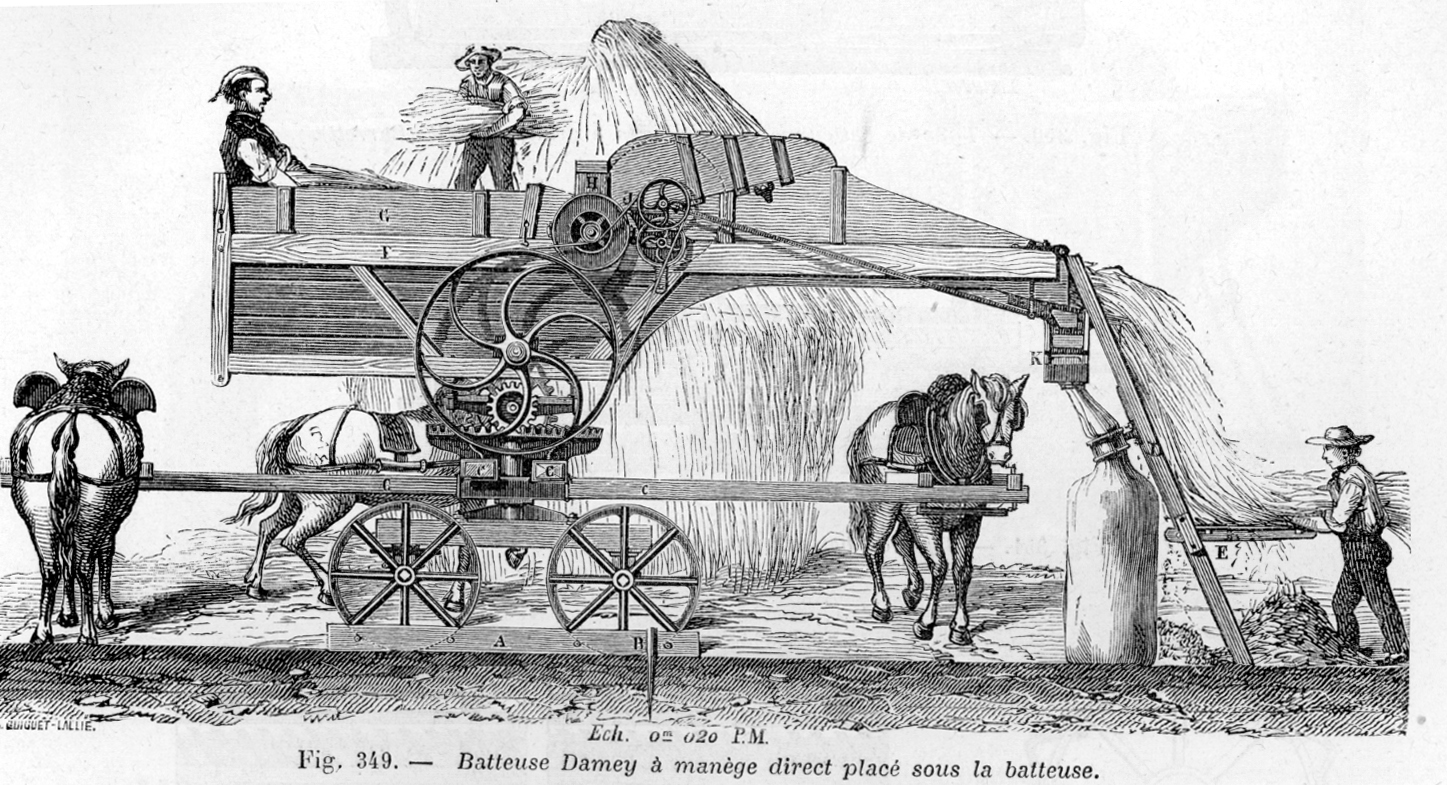
Stationaire dorsmachine uit 1881
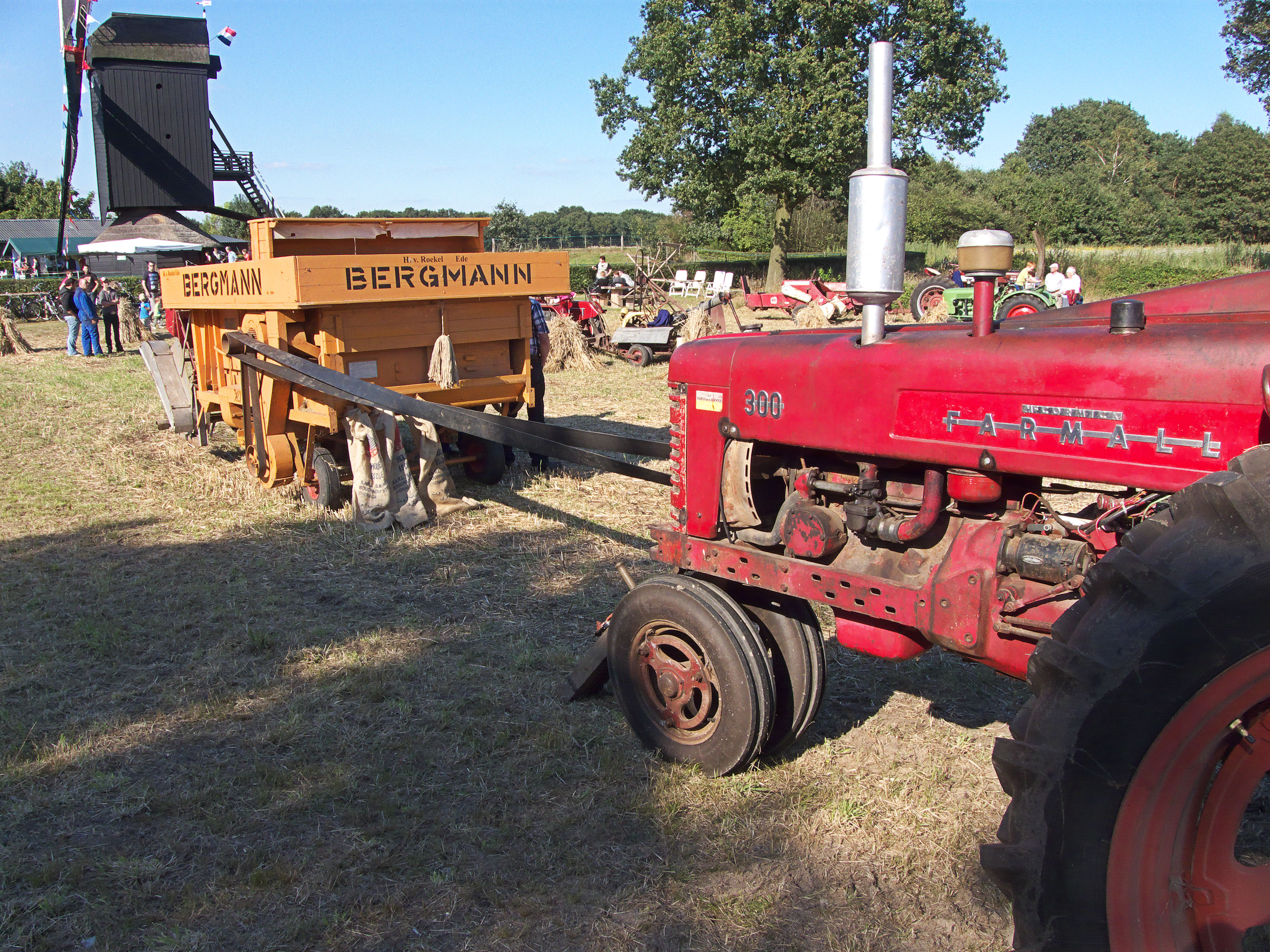
Bergmann dorskast bij de Doesburger molen
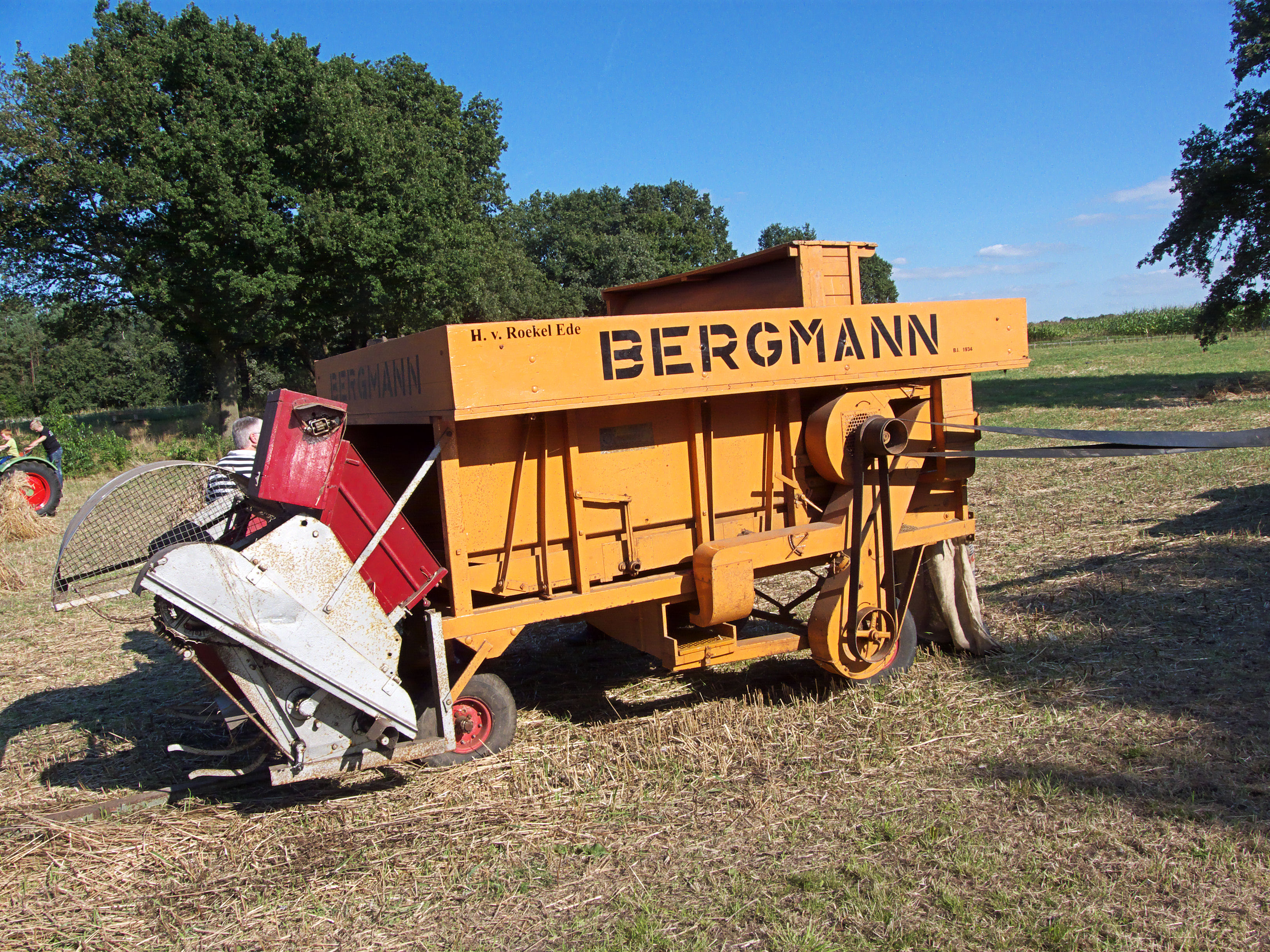
Bergmann dorskast
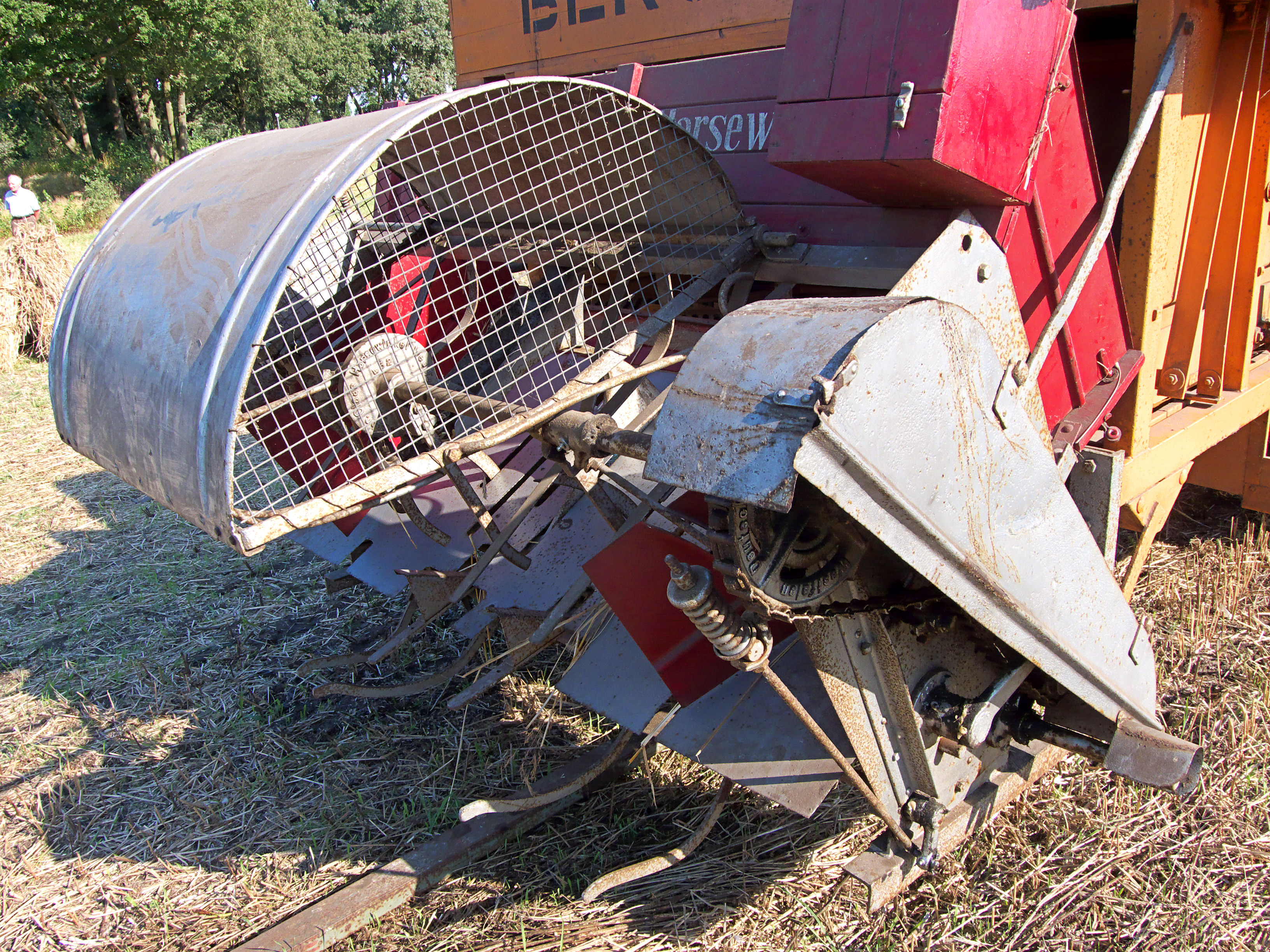
Bergmann dorskast, stropakker
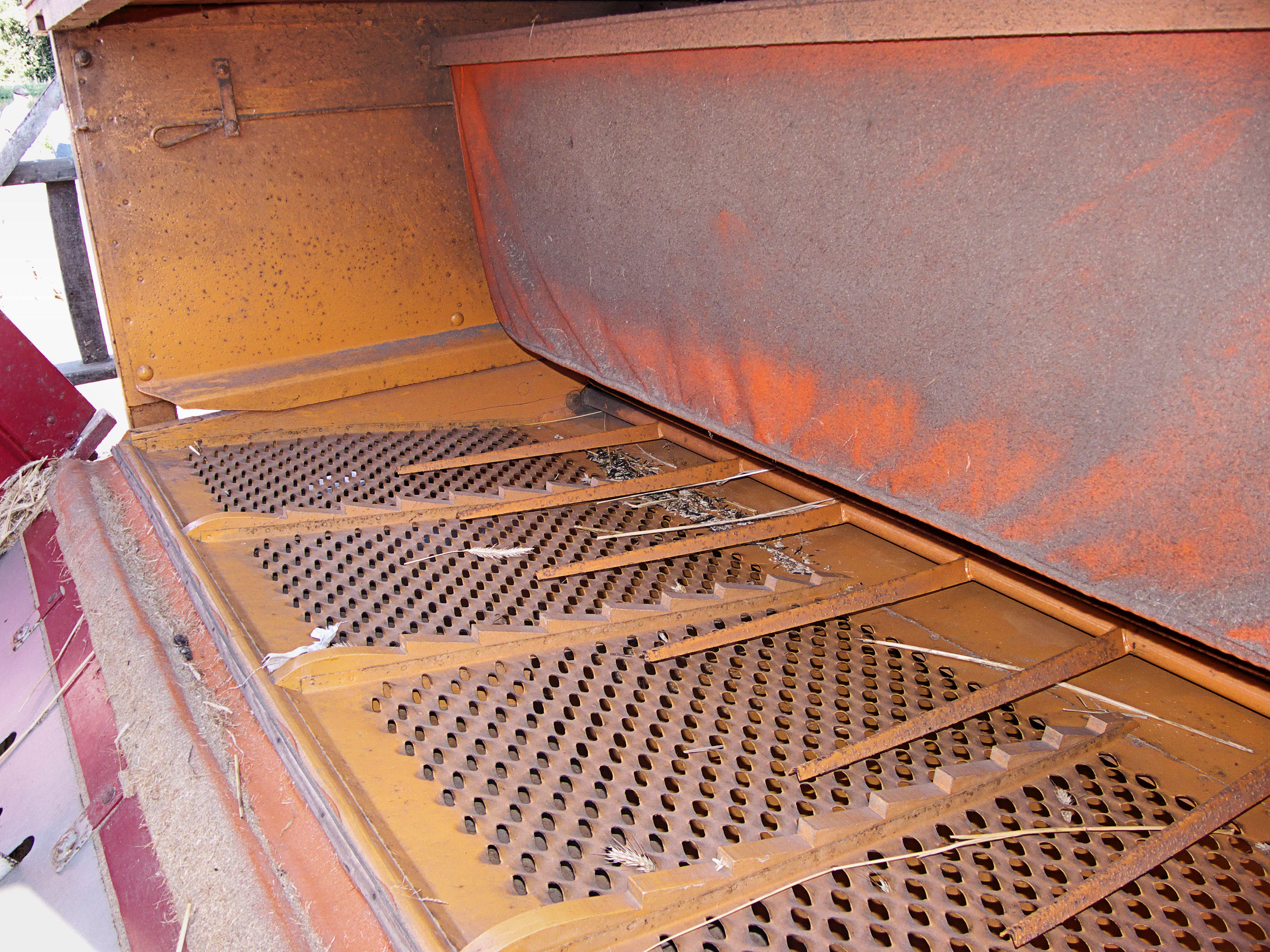
Laatste zeven